# کمیسیون تجارت بین‌الملل ایالات متحده آمریکا

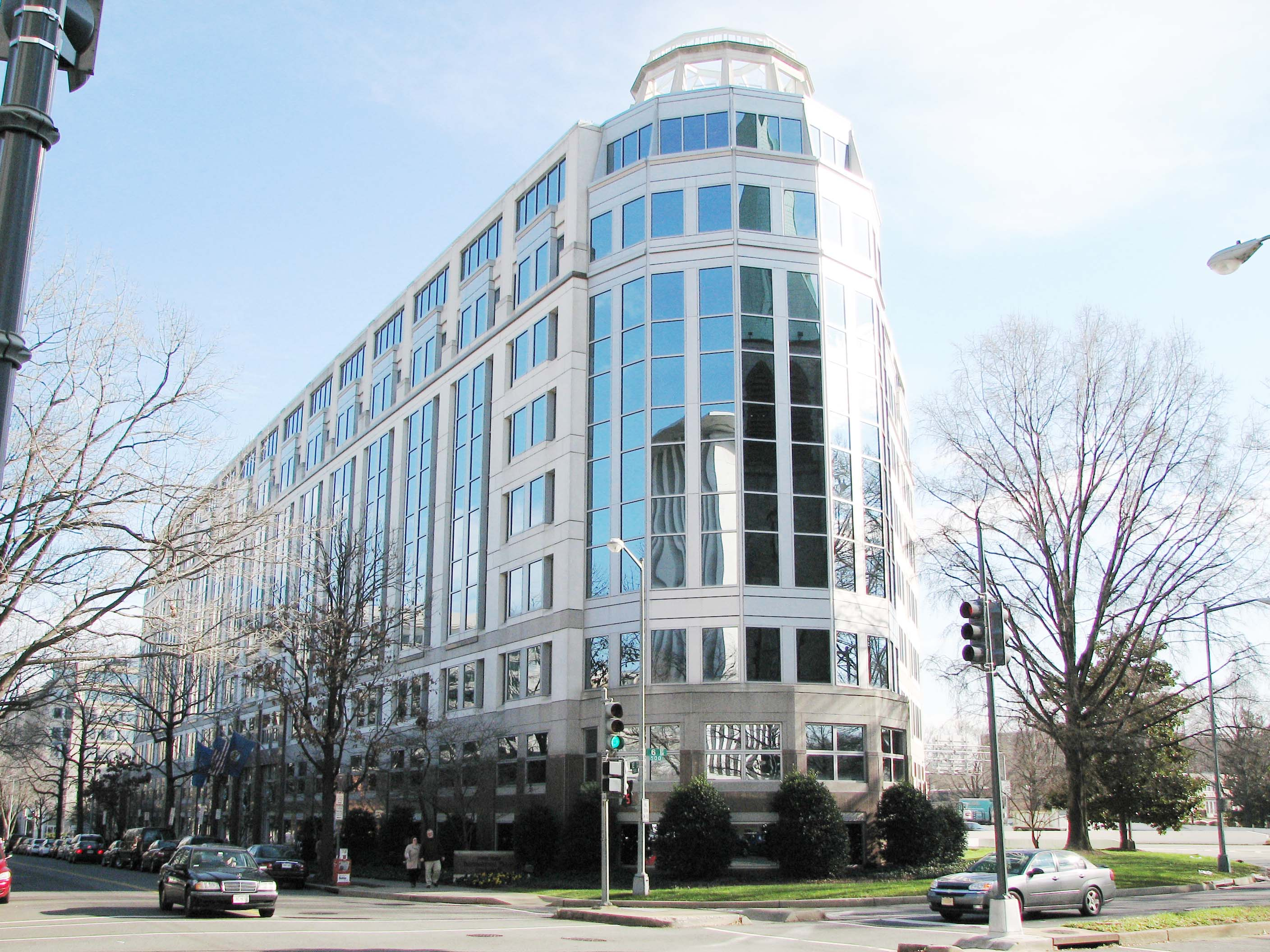
ساختمان کمیسیون در واشینگتن، دی. سی.

کمیسیون تجارت بین‌الملل ایالات متحده (به انگلیسی: United States International Trade Commission) (به شکل مخفف: ITC یا USITC) یک آژانس فدرال مستقل، دوحزبی و شبه قضایی در ایالات متحده آمریکا است که تخصص و مهارت مورد نیاز را در اختیار قوای قانون‌گذاری و مجریه ایالات متحده قرار می‌دهد. به علاوه این آژانس اثرات واردات را بر بخش صنعت ایالات متحده آمریکا تعیین می‌کند و اقدام‌های لازم جهت مقابله با فعالیت‌های تجاری غیرمنصفانه را ترتیب می‌دهد. مسائلی نظیر دامپینگ، یارانه، نقض کپی‌رایت، نقض پتنت، نقض نشان تجاری.
مقر این کمیسیون در واشینگتن، دی. سی. قرار دارد.

## سابقه و اختیارات قانونی
کمیسیون تجارت بین‌الملل ایالات متحده در ۸ سپتامبر ۱۹۱۶ توسط کنگره ایالات متحده آمریکا تحت عنوان کمیسیون تعرفه ایالات متحده ایجاد شد و در سال ۱۹۷۴ به نام فعلی، تغییر نام داد. آژانس، قدرت اجرایی بالایی در امر تحقیق در مسائل تجاری دارد و یک منبع ملی است که داده‌های تجاری در آن جمع‌آوری و تحلیل می‌شوند. این داده‌ها در اختیار رییس‌جمهور و کنگره ایالات متحده قرار می‌گیرد.
اختیارات قانونی برای مسئولیت‌های این کمیسیون توسط اسناد زیر ایجاد و مشخص شده‌است. سند تعرفه ۱۹۳۰، سند تنظیم کشاورزی، سند توسعه تجارت ۱۹۶۲، سند تجارت ۱۹۷۴، سند توافق تجاری ۱۹۷۹، سند تعرفه و تجارت ۱۹۸۴.